# 山下勝 (実業家)
山下 勝（やました まさる、1920年 - 2010年）は、日本の実業家、起業家、野球選手。山下ゴム株式会社元代表取締役社長。

## 人物・経歴
1938年（昭和13年）3月、兵庫県立旧制姫路中学校（現・兵庫県立姫路西高等学校）卒業。
中学卒業前に立教大学野球部のセレクションを受けるが、この時、同じく野球部のセレクションを受け立教大学を受験する同志に、内野手の西本幸雄（和歌山中学）、中林正道（立教中学）、2塁手の辻勉（愛知商業）、捕手の伊藤治夫（亨栄商業）、外野手の高橋進（一宮中学）、後にマネージャーとして活躍する中島正明（関西学院中学）らがいた。このセレクション受ける中学生で1チームを構成し、大学予科のチームを相手に3試合したが、全て中学生のチームが勝利した。
1938年（昭和13年）4月に立教大学予科に入学し、野球部に入部する。ライバルであった西本幸雄によると、山下はシュアなバッティングをし、絢爛ではないが堅実な守備をする名手であったという。当時の打撃理論では、ボールは前で打てというのがセオリーになっていたが、山下は現在の野球のように身体を動かさないでボールを迎えるという独自の打撃フォームによってカーブを巧打していた。山下は１年の秋からユニフォームを着て、走攻守揃った選手として期待をかけられており、西本が神宮で初めて試合に出場したのは2年になってからで、山下に対するライバル意識を一層かき立てたてていた。
1942年（昭和17年）の秋のリーグ戦を前にして前年の主将であった好村三郎（後の朝日新聞社運動部長）から主将に指名された西本は、自分よりも山下が適任者であると好村に伝えたが、主将の人選は皆で決めたことなので断るなと命じられ、主将に就任する。この時、西本は、真っ先に山下に協力を要請した。当時の立教大学野球部には専任の監督がおらず歴代の主将が監督を兼任しており、西本が事実上の監督になった。専任監督がいないのは六大学では立教だけで、練習から日常の生活まで学生による自治という形をとっていた。
1943年（昭和18年）春になって、東京六大学野球リーグ戦は戦争がますます苛烈となる中、文部省からも敵性国家のスポーツである野球は自粛すべしという通達があり、リーグ戦は中止され各大学間の対抗試合に留めることとなった。対抗試合は神宮球場を使わず、各大学のグランドで試合を行ったが、立教大学野球部は負け知らずの戦績を収めた。しかし残念ながら公式の記録には残っていないとされる。その後、同好会としても明治や早稲田と練習試合を行うなど活動をつづけた。この時の立教と早稲田の練習試合については、以前に早稲田大学野球部の監督を務め、立教大学野球部も育てた飛田穂洲（朝日新聞社記者）が著書で以下の内容を伝えている。
| 「                                                  | 立教がマネーヂャーを加へて七人、早稲田はそれでも十三人を残してゐた。立教の七人に早稲田の二人を加へ、これを一ティムに編成し、早稲田と練習試合を行ったが、これこそ早立両大学が戸塚に集まってなした練習最後のものであり、その後いくばくもなく、立教の全員は動員され、早稲田も遂に六人となってしまった。 | 」 |
| —飛田穂洲（『球道半世記』 博友社,1951年,172頁より） | |    |

戦況によって同年、9月に立教大学経済学部を繰り上げ卒業する。戦地に赴いたのち、終戦となり、復員した山下は福助足袋株式会社を経て、朝日新聞社に入社する。朝日新聞社に入社して間もないころ、先輩社員で立教野球部育ての親でもある飛田穂洲と親しくなり、飛田とともに戦争で中断していた夏の甲子園大会の復活のために奔走し、GHQ将校のポール・ラッシュ（立教大学元教授）を支え、大会の復活を実現した。
その後、戦後の混乱期で職を得ることが大変で、誰もが生活を維持するのが精一杯の中であったが、朝日新聞社を退職し、1953年（昭和28年）に山下商事を東京九段に創業し、代表取締役社長を務める。同年、本田技研工業と取引を開始。
1956年（昭和31年）に山下ゴム株式会社に社名を変更。
1963年（昭和38年）には、これまでの自動車用ゴム部品商社からメーカーへの転進を計画するなど事業を拡大させる。この時、野球部同期の西本幸雄に出資して株主になってくれるよう要請し、当時西本は阪急（現・オリックス）の監督を務めていたが、経済的にも余裕があったことから、株主になった。
立教大学野球部の後輩で、野球部の監督を務め長嶋茂雄を育てたことで知られる砂押邦信は、山下ゴムでも就業し、同社の常務取締役も務めた。
山下ゴムは自動車向けの防振ゴム部品の開発・製造を主な事業とし、ホンダを主要顧客とするメーカーで、自動車業界の海外進出に合わせて、世界各地に生産拠点を設立し、アメリカ、ベトナムにも開発拠点を展開するなど、グローバル企業となっている。

## その他
飛田穂洲を師と仰ぎ、部屋には飛田自筆の『一球入魂』の書を額に入れて飾っていた。